# Haneko Takayama
Haneko Takayama (高山 羽根子) est une écrivaine japonaise née en 1975.
Lors de la première édition des Sogen SF Short Story Prize (en), elle est classée à la deuxième place pour Udon, Kitsune-tsuki no (うどんキツネつきの).
En 2020, elle remporte le prix Akutagawa pour son livre Shuri no uma (首里の馬). En 2022, elle est nommée au Grand prix Nihon SF pour Kurayami ni renzu (暗闇にレンズ).